# Medalha Daniel Guggenheim

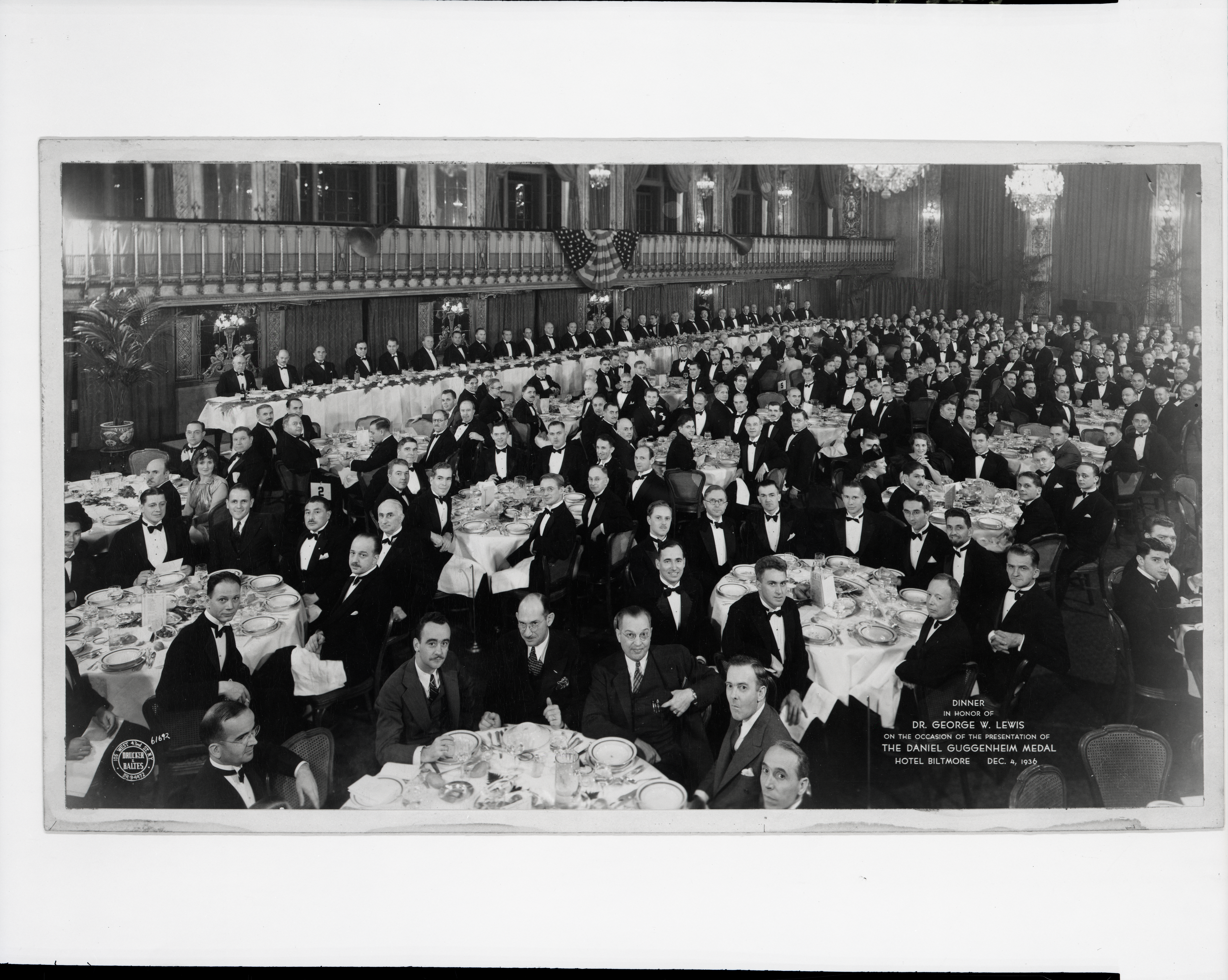
Jantar de entrega da medalha a George W. Lewis.

A Medalha Daniel Guggenheim (em inglês:  Daniel Guggenheim Medal) é uma condecoração em engenharia estalecida por Daniel Guggenheim e Harry Frank Guggenheim. É uma das condecorações mais significativas para uma vida dedicada à aeronáutica.

## Laureados
| Ano  | Laureado                     | Citação | Referência |
| ---- | ---------------------------- | --- | ---------- |
| 1929 | Orville Wright               | Pelo projeto e construção, com seu irmão já falecido, do primeiro avião movido a motor de sucesso.                                                                      | [ 2 ]      |
| 1930 | Ludwig Prandtl               | Por trabalho pioneiro e criativo na teoria da dinâmica. | [ 3 ]      |
| 1931 | Frederick Lanchester         | Por contribuições à teoria fundamental da aerodinâmica. | [ 4 ]      |
| 1932 | Juan de La Cierva y Codorniu | Pelo desenvolvimento da teoria e prática do autogiro. | [ 5 ]      |
| 1933 | Jerome C. Hunsaker           | Por contribuições para a ciência da aerodinâmica, para a ciência e arte do projeto de aeronaves e pela construção prática e utilização de dirigíveis rígidos.           | [ 6 ]      |
| 1934 | William E. Boeing            | Pelo pioneirismo e conquistas de sucesso na fabricação de aeronaves e transporte aéreo.                                                                                 | [ 7 ]      |
| 1935 | William F. Durand            | Por notável realização como pioneiro em pesquisa laboratorial e teoria da aeronáutica; contribuições distintas para a teoria e desenvolvimento de hélices de aeronaves. | [ 8 ]      |
| 1936 | George W. Lewis              | Por trabalho pioneiro e criativo na teoria da dinâmica. | [ 9 ]      |
| 1937 | Hugo Eckener                 | Por contribuições notáveis para o transporte aéreo transoceânico e para a cooperação internacional em aeronáutica.                                                      | [ 10 ]     |
| 1938 | Alfred H. Fedden             | Por contribuições para o desenvolvimento de projetos de motores de aeronaves e pelo projeto específico do motor de aeronaves com válvula de manga.                      | [ 11 ]     |
| 1939 | Donald W. Douglas            | Por contribuições notáveis para o projeto e construção de aviões de transporte.                                                                                         | [ 12 ]     |
| 1940 | Glenn L. Martin              | Por contribuições para o desenvolvimento aeronáutico e a produção de diversos tipos de aeronaves de alto desempenho.                                                    | [ 13 ]     |
| 1941 | Juan T. Trippe               | | [ 14 ]     |
| 1942 | James H. Doolittle           | | [ 15 ]     |
| 1943 | Edmund T. "Eddie" Allen      | | [ 16 ]     |
| 1944 | Lawrence D. Bell             | | [ 17 ]     |
| 1945 | Theodore P. Wright           | | [ 18 ]     |
| 1946 | Frank Whittle                | | [ 19 ]     |
| 1947 | Lester D. Gardner            | | [ 20 ]     |
| 1948 | Leroy R. Grumman             | | [ 21 ]     |
| 1949 | Edward Pearson Warner        | | [ 22 ]     |
| 1950 | Hugh L. Dryden               | | [ 23 ]     |
| 1951 | Igor Sikorsky                | | [ 24 ]     |
| 1952 | Geoffrey de Havilland        | | [ 25 ]     |
| 1953 | Charles Lindbergh            | | [ 26 ]     |
| 1954 | Clarence D. Howe             | | [ 27 ]     |
| 1955 | Theodore von Karman          | | [ 28 ]     |
| 1956 | Frederick B. Rentschler      | | [ 29 ]     |
| 1957 | Arthur E. Raymond            | | [ 30 ]     |
| 1958 | William Littlewood           | | [ 31 ]     |
| 1959 | George Edwards               | | [ 32 ]     |
| 1960 | Grover Loening               | | [ 33 ]     |
| 1961 | Jerome F. Lederer            | | [ 34 ]     |
| 1962 | James H. Kindelberger        | | [ 35 ]     |
| 1963 | James S. McDonnell           | | [ 36 ]     |
| 1964 | Robert H. Goddard            | | [ 37 ]     |
| 1965 | Sydney Camm                  | | [ 38 ]     |
| 1966 | Charles Stark Draper         | | [ 39 ]     |
| 1967 | George S. Schairer           | | [ 40 ]     |
| 1968 | H. M. Horner                 | | [ 41 ]     |
| 1969 | H. Julian Allen              | | [ 42 ]     |
| 1970 | Jakob Ackeret                | | [ 43 ]     |
| 1971 | Archibald Russell            | | [ 44 ]     |
| 1972 | William C. Mentzer           | | [ 45 ]     |
| 1973 | William M. Allen             | | [ 46 ]     |
| 1974 | Floyd L. Thompson            | | [ 47 ]     |
| 1975 | Dwane L. Wallace             | | [ 48 ]     |
| 1976 | Marcel Dassault              | | [ 49 ]     |
| 1977 | Cyrus R. Smith               | | [ 50 ]     |
| 1978 | Edward H. Heinemann          | | [ 51 ]     |
| 1979 | Gerhard Neumann              | | [ 52 ]     |
| 1980 | Edward Curtis Wells          | | [ 53 ]     |
| 1981 | Clarence Johnson             | | [ 54 ]     |
| 1982 | David S. Lewis, Jr.          | | [ 55 ]     |
| 1983 | Nicholas Hoff                | | [ 56 ]     |
| 1984 | Thomas H. Davis              | | [ 57 ]     |
| 1985 | Thornton Wilson              | | [ 58 ]     |
| 1986 | Hans Wolfgang Liepmann       | | [ 59 ]     |
| 1987 | Paul B. MacCready            | | [ 60 ]     |
| 1988 | J. R. D. Tata                | | [ 61 ]     |
| 1989 | Fred E. Weick                | | [ 62 ]     |
| 1990 | Joe Sutter                   | | [ 63 ]     |
| 1991 | Hans P. von Ohain            | | [ 64 ]     |
| 1992 | Bernard L. Koff              | | [ 65 ]     |
| 1993 | Ludwig Boelkow               | | [ 66 ]     |
| 1994 | Helmut H. Korst              | | [ 67 ]     |
| 1995 | Robert C. Seamans            | | [ 68 ]     |
| 1996 | William R. Sears             | | [ 69 ]     |
| 1997 | Abe Silverstein              | | [ 70 ]     |
| 1998 | Richard Coar                 | | [ 71 ]     |
| 1999 | Frank E. Marble              | | [ 72 ]     |
| 2000 | William H. Pickering         | | [ 73 ]     |
| 2001 | Richard T. Whitcomb          | | [ 74 ]     |
| 2002 | John G. Borger               | | [ 75 ]     |
| 2003 | Holt Ashley                  | | [ 76 ]     |
| 2004 | Courtland Perkins            | | [ 77 ]     |
| 2005 | Eugene E. Covert             | | [ 78 ]     |
| 2006 | Robert Loewy                 | | [ 79 ]     |
| 2007 | Alexander H. Flax            | | [ 80 ]     |
| 2008 | Earl Dowell                  | | [ 81 ]     |
| 2009 | Arthur Earl Bryson           | | [ 82 ]     |
| 2010 | Robert Liebeck               | | [ 83 ]     |